# Monte Herminios
Monte Herminios é uma aldeia da Ilha de São Tomé de São Tomé e Príncipe.